# Juan Téllez y López
Juan Tellez y López (1878-1915) fue un escritor y veterinario español.

## Biografía
Hijo de Juan Téllez Vicén, nació el 9 de octubre de 1878 en Madrid. Estudió sucesivamente en el Instituto San Isidro y la Escuela de Veterinaria de Madrid. Fue catedrático de Fisiología e Higiene de la Escuela de Veterinaria de Santiago de Compostela. Autor de una Enciclopedia de cultura general, publicó también diversas obras de carácter literario, contándose en su haber títulos como Mater admirabilis (en El Cuento Semanal), Cuentos para Mimí, De espaldas al sol, y su novela póstuma Vidas sin vida.
Falleció el 1 de julio de 1915 en su ciudad natal.